# Alessandro Pavolini
Alessandro Pavolini, italijanski general in politik * 27. september 1903, Firence, † 28. april 1945, Lombardija.